# Christian Blome
Christian Blome (* 6. Mai 1861 in Bremen; † 7. August 1949 in Bremen) war ein deutscher Tabakarbeiter, Gewerkschafter und Politiker (SPD).

## Biografie
Blome besuchte die Volksschule. Er lernte den Beruf eines Tabakarbeiters. Ab den 1890er Jahren bis 1907 wirkte er als selbständiger Zigarrenhersteller in Bremen.
Ab 1885 war er Funktionär des Tabakarbeiterverbandes und in den 1890er Jahren Vorsitzender der Gewerkschaftsfiliale in Bremen. Von
1908 bis 1929 war er Angestellter des Tabakarbeiterverbandes in Bremen. 1914 wirkte er als Vorstandsmitglied des Gewerkschaftskartells.
Er war zudem Vorsitzender der Gesellschaft des Gewerkschaftshauses und Aufsichtsratsvorsitzender des Konsumvereins.

### Politik
Blome war Mitglied der SPD und von 1892 bis 1894 Distriktsführer der SPD in der Südlichen Vorstadt in Bremen-Neustadt. Zur Zeit der Sozialistengesetze von 1878 wurde er zu mehreren Haftstrafen verurteilt. Von 1896 bis 1918 war er Abgeordneter der Bremischen Bürgerschaft. 1919/20 wurde er in die verfassungsgebende Bremer Nationalversammlung gewählt.